# Clupea (gènere)

Mola d'arengs (Clupea harengus)

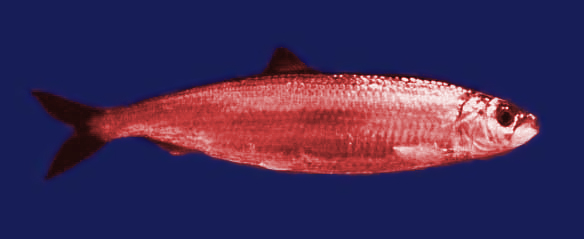
Areng

Arengs joves menjant copèpodes.

Clupea és un gènere de peixos de la família dels clupeids i de l'ordre dels clupeïformes.

## Taxonomia
- Clupea bentincki (Norman, 1936)[3]
- Areng (Clupea harengus) (Linnaeus, 1758)[4]
  - Clupea harengus harengus (Linnaeus, 1758)[5]
  - Clupea harengus membras' (Linnaeus, 1761)[6]
- Clupea pallasii (Valenciennes a Cuvier & Valenciennes, 1847)[7][8]
  - Clupea pallasii marisalbi (Berg, 1923)[9][10]
  - Clupea pallasii pallasii (Valenciennes, 1847)
  - Clupea pallasii suworowi (Rabinerson, 1927)[11][12]